# Titan dans la fiction

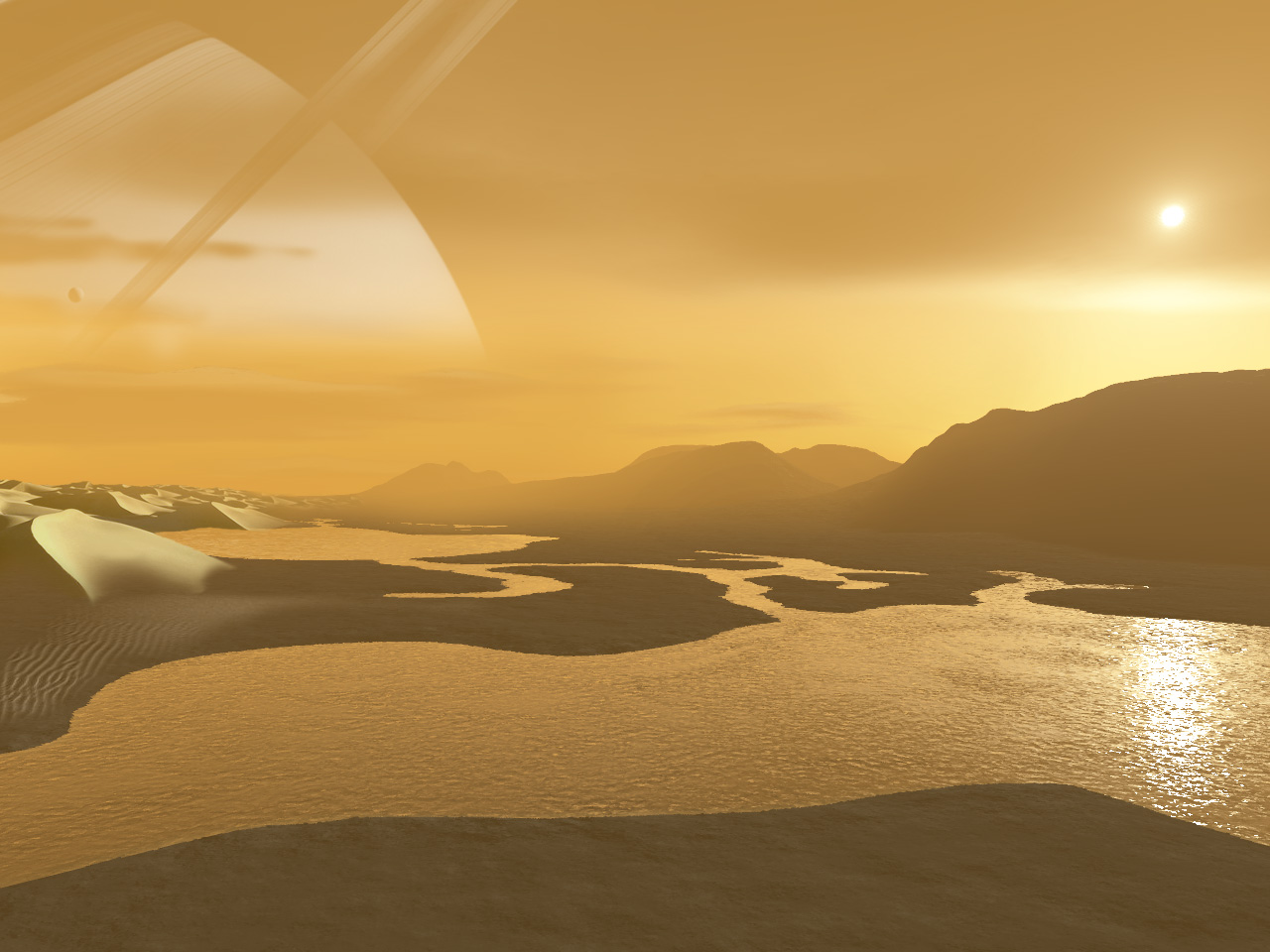
Vue de Titan

Titan est le plus grand satellite de la planète Saturne. Il s’agit du seul satellite connu à posséder une atmosphère dense et le corps du système solaire le plus similaire à la Terre primitive, ce qui en fait un décor récurrent de la science-fiction.

## Littérature
- Marionnettes humaines (1951), roman de Robert A. Heinlein, dans lequel des extraterrestres venus de Titan essaient d'envahir la Terre en exerçant un contrôle mental sur les humains.
- Les Sirènes de Titan (1959), roman de Kurt Vonnegut. Malachi Constant, le protagoniste principal, voyage sur plusieurs planètes et finit par arriver sur Titan.
- Perry Rhodan (saga existant depuis 1961). Titan y est dotée d'une prison et d'infrastructures médicales.
- Les Joueurs de Titan (1963), roman de Philip K. Dick, dans lequel l'humanité cohabite avec les Vugs, des extraterrestres venus de Titan.
- Titan (1979), roman de John Varley : des astronautes sont capturés sur Titan et confrontés à une déesse.
- Titan (1997), roman de Stephen Baxter : la Terre est au bord de l'apocalypse et la NASA envoie alors une mission habitée sur Titan.
- Retour sur Titan (2010), roman court de Stephen Baxter : une mission d'exploration se rend illégalement sur Titan.
- Titan sert d'univers fictif pour la série de livres-jeux Défis fantastiques et Sorcellerie !.

## Cinéma et télévision
- Bienvenue à Gattaca (1997), réalisé par Andrew Niccol. Vincent Freeman, le héros du film, s'embarque pour Titan.
- Oblivion (2013), réalisé par Joseph Kosinski. Dans ce film on voit une colonie spatiale, en orbite terrestre, qui doit aller sur Titan.
- Avengers: Infinity War (2018), réalisé par Anthony et Joe Russo. Titan, la planète d'origine de l'antagoniste Thanos, a été dévastée par une catastrophe.
- Titan (2018), réalisé par Lennart Ruff. La Terre est devenue inhabitable et des expériences sont menées pour adapter l'humanité à la vie sur Titan.

## Bande dessinée et série animée
- Cowboy Bebop, où Titan est devenu un désert stérile après une guerre dans les années 2060 à laquelle ont participé plusieurs personnages de la série.
- Judge Dredd, où une colonie pénitentiaire a été installée sur Titan.
- Galaxy Express 999 : le personnage d'Antarès est originaire de Titan, où le Galaxy Express fera un arrêt.

## Jeu vidéo
- Flashback (1992) se déroule principalement sur Titan.
- Industries of Titan (2021) : jeu de gestion[2].